# Miao (ethnie)

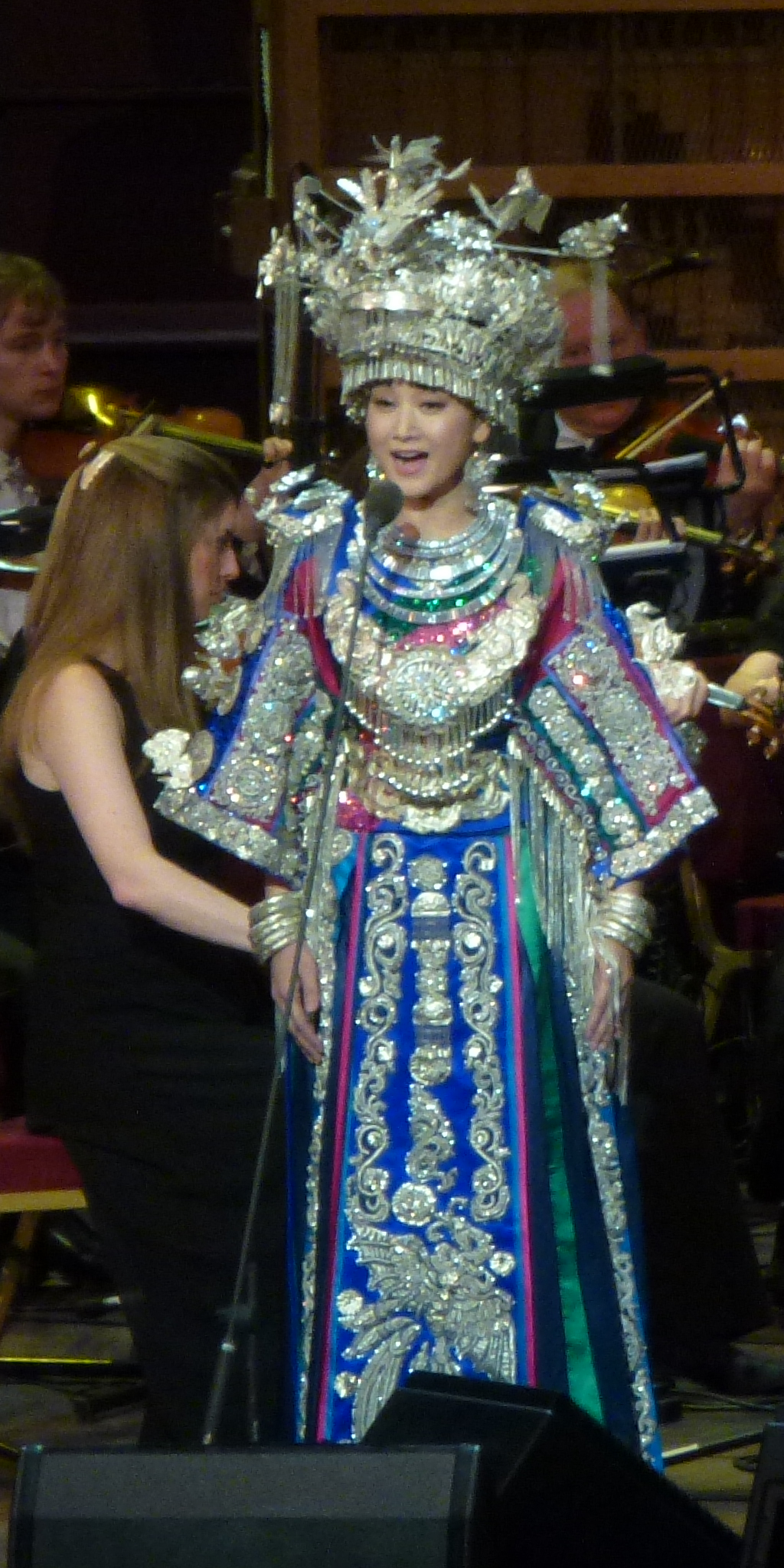
Song Zuying, chanteuse chinoise de la minorité miao en costume miao.

Les Miao (chinois : 苗族 ; pinyin : miáo zú ; litt. « peuple Miao ») sont un des 56 groupes ethniques officiellement reconnus par la république populaire de Chine, également appelés Méo (苗) au Viêt Nam au moins depuis le XIXe siècle), notamment sous l'Indochine française ou Hmong au Laos.

## Débats ethnographiques
Pour Jacques Lemoine, ce n'est pas un groupe ethnique formant un seul et même peuple, mais un ensemble de peuples linguistiquement et culturellement plus ou moins apparentés, dont les quatre groupes officiellement reconnus sont les Hmong, les Hmu, les Kho Xiong et les A hmao. Ils ont été regroupés sous la même dénomination Miao par le régime communiste, lors de la mise en œuvre du programme de recensement des minorités, lancée dans les années 1950. Ont été également classés sous la catégorie Miao des peuples distincts comme les Ghung Hmung ou anciennement Gejia qui contestent leur rattachement au groupe, des locuteurs Chinois ou les Yao de l'île de Hainan,.

## Démographie

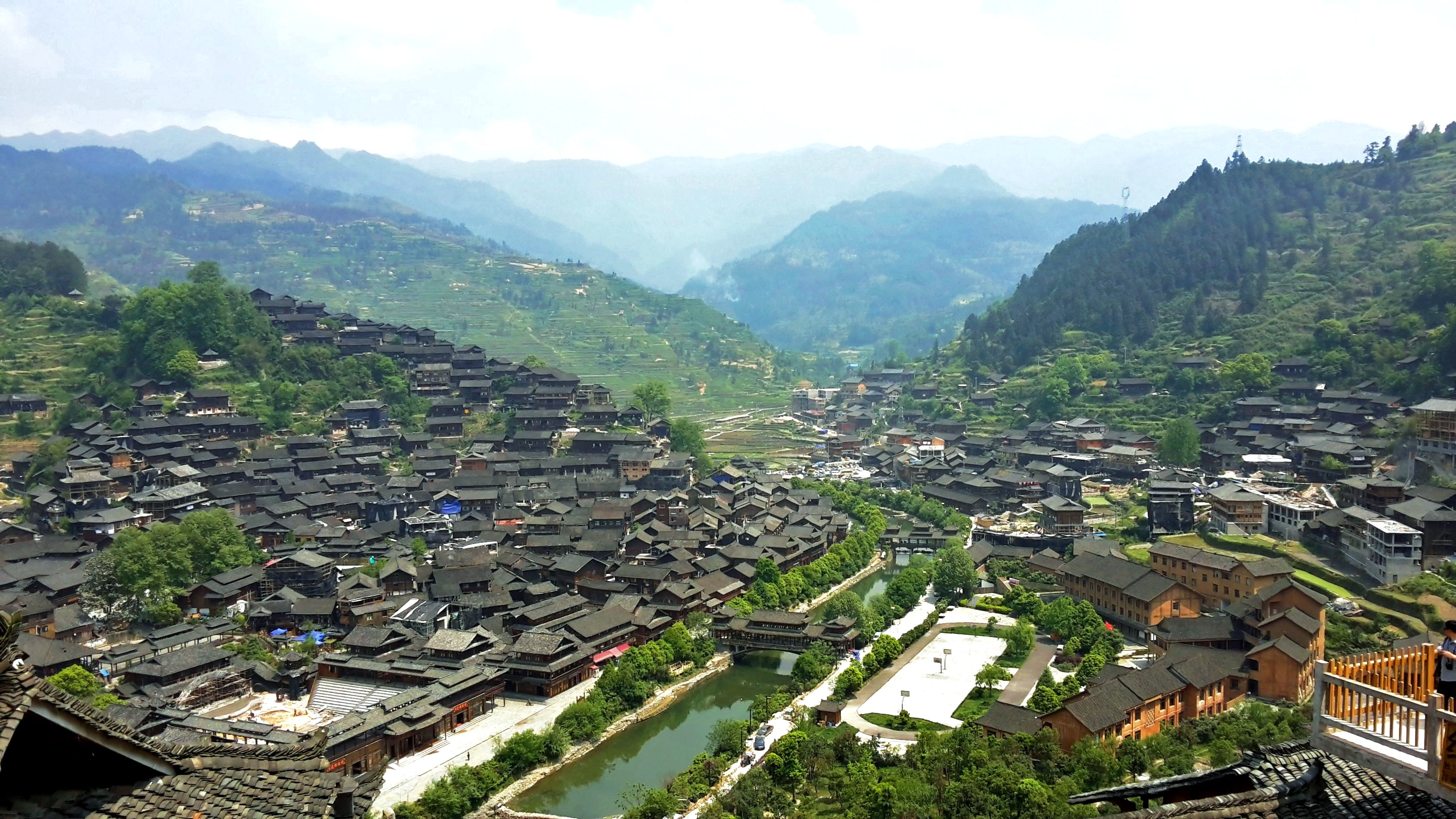
Village miao des mille foyers de Xijiang, dans la province de Guizhou en Chine.

Les Miao sont le sixième groupe ethnique en nombre de personnes parmi les 56 « nationalités » de Chine. Le recensement chinois de 1990 a estimé leur nombre à plus de sept millions, et celui de 2000 à près de neuf millions. Ce terme y regroupe différents groupes parlant différentes langues et ne pouvant pas forcément se comprendre entre eux.
| Année | Population Miao | Part dans la population chinoise |
| ----- | --------------- | -------------------------------- |
| 1953  | 2 511 339       | 0,43                             |
| 1964  | 2 782 088       | 0,40                             |
| 1982  | 5 017 260       | 0,50                             |
| 1990  | 7 383 622       | 0,65                             |
| 2000  | 8 940 116       | 0,71                             |
| 2010  | 9 426 007       | 0,71                             |

Les Miao représentent 12 % de la population de la province du Guizhou. Mais on les retrouve également dans les provinces de Hubei, Hunan (notamment, préfecture autonome tujia et miao de Xiangxi), Sichuan et Yunnan, Guangdong ainsi que dans la région autonome zhuang du Guangxi (environ 460 000), soit 7 des 18 divisions administratives provinciales de la Chine. On en trouve également sur l'île et province de Hainan (principalement Xian autonome li et miao de Baoting et Xian autonome li et miao de Qiongzhong), dans des régions où ils sont souvent mêlés à la minorité Li.
La notion de zomia permet de mieux appréhender une partie des conflits, pré-coloniaux, coloniaux et post-coloniaux, d'antagonismes et de complémentarités entre des zones (basses terres) sous contrôle gouvernemental à économie de riziculture irriguée et zones (hautes terres) hors contrôle gouvernemental : Zomia (2009).

## Culture

### Langue

Répartition des langues Hmong-mien :
Rouge : Langues hmong/miao
Vert : Langues mien/yao

Les différentes langues hmong appartiennent à la famille linguistique hmong-mien (ou « langues miao-yao » (苗瑶语) selon l'appellation chinoise),,. Les langues hmong sont parlées par les différentes ethnies de la nationalité Miao.
Les locuteurs des langues bunu sont classés en Chine dans le groupe des nationalités Yao mais ne sont plus clairement définis aujourd'hui par les linguistes. D'après des analyses récentes, il pourrait s'agir d'un troisième groupe linguistique au sein des langues hmong-mien/miao-yao.
Aujourd'hui, deux théories s'opposent concernant les langues Homong-mien, la première les place dans la famille des langues sino-tibétaines l'autre dans une famille regroupant, langues hmong-mien, Langues taï-kadaï, indonésien, au sein des langues austro-tai.

### Artisanat

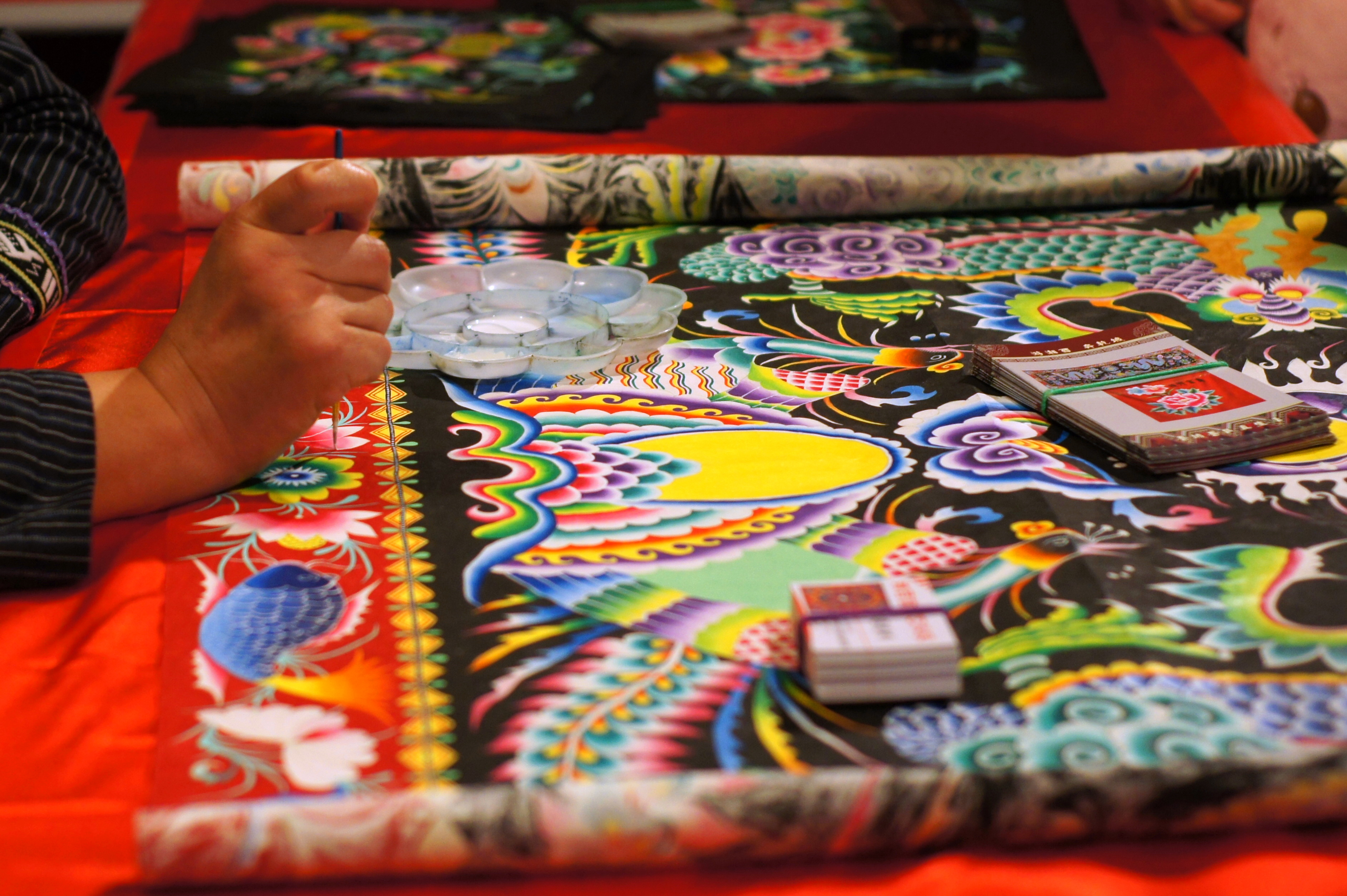
Peinture folklorique miao pratiquée dans le Hunan.

Parmi les artisanats des Miao, on peut noter le façonnage de l'argent, qui sert notamment aux parures des femmes. Il y a également, une tradition picturale importante.

## Personnalités miao
- Dong Dangan (zh) (东丹甘, dōng dāngān, né en 1935), compositeur et joueur de sheng chinois ;
- Song Zuying (宋祖英, sòng zǔyīng, née en 1966), chanteuse chinoise ;
- Brenda Song (宋布兰, sòng bùlán, née en 1988), actrice américaine thaï-hmong;
- Vang Pao (王宝, wáng bǎo, 1929-2011), major général de l'Armée royale lao et chef de guerre historique hmong laotien, ayant combattu aux côtés de la France, notamment sous le régime de Vichy, et des États-Unis, connu pour sa cruauté envers son propre peuple ;
- Wang Zhiming (王志明, wáng zhìmíng, 1907-1973), martyr chrétien chinois de la révolution culturelle ;
- Leiayouduo (zh) (雷阿幼朵, léiāyòuduǒ, né en 1980), chanteur chinois ;
- Wang Zhaowen (zh) (王朝文, wáng zhāowén, né en 1930), homme politique chinois, préfet de Guizhou ;
- Xiong Chaozhong (熊朝忠, xióng zhāozhōng, né en 1982), boxeur chinois ;
- Chen Qiufa (zh) (陈求发, chén qiúfā, né en 1954), secrétaire du parti communiste chinois ;
- Mee Moua (en) (马咪, mǎ mī, Romanized Popular Alphabet (en) : Qaav Ruom, née en 1969), médecin et femme politique américaine d'origine hmong laotienne ;
- Chih-yu Shih (zh) (石之瑜, shí zhīyú, né en 1958), professeur de science politique chinois de Taïwan ;
- Bi Gan (毕赣, bì gàn, né en 1989), réalisateur chinois ;
- Chen Chen (zh) ((陈忱, chén chén, 1615 － 1670 (Dynasties Ming et Qing), écrivain chinois du Jiangxi.
- Touby Lyfoung (1917-1979), personnalité hmong du Laos, proche du Régime de Vichy et du Roi du Laos, y participe au trafic d'opium pendant la Seconde Guerre mondiale.
- Faydang Lobliayao, homme politique hmong laotien du début du XXe siècle et membre du Pathet Lao.
- Sunisa Lee, gymnaste Médaille d'or aux jeux olympiques de Tokyo.
- Bee Vang, acteur américain.
- Ahney Her, actrice américaine.
- Doua Moua, acteur américain.